# Cuautieco
Cuautieco är en ort i Mexiko.   Den ligger i kommunen Aquixtla och delstaten Puebla, i den sydöstra delen av landet, 130 km öster om huvudstaden Mexico City. Cuautieco ligger 2 164 meter över havet och antalet invånare är 683.
Terrängen runt Cuautieco är huvudsakligen lite bergig. Cuautieco ligger nere i en dal. Runt Cuautieco är det ganska tätbefolkat, med 60 invånare per kvadratkilometer. Närmaste större samhälle är Zacatlán, 17,5 km norr om Cuautieco. I omgivningarna runt Cuautieco växer i huvudsak blandskog.